# 拉穆尔 (北达科他州)
拉穆尔（英語：LaMoure），是美国北达科他州下属的一座城市。根据2010年美国人口普查，该市有人口889人。2011年估计该市有人口881人，相对于2010年，增长率为?0.90%。